# Латифа Лабида
Латифа Лабида (арап. لطيفة العابدة; Уазан, 2. октобар 1953) је мароканска политичарка.

## Образовање
Рођена је 2. октобра 1953. у Уазани.
Дипломирала је економију 1980. и менаџмент 2002. године на Високом институту за трговину и пословну администрацију.

## Каријера
Каријеру је започела као учитељица у основним 1973—1977. и средњим школама 1977—1985. у Рабату, када је променила каријеру и запослила се у Министарству економије и финансија као финансијски инспектор. Између 2007. и 2012. је радила као државна секретарка за образовање у кабинету Абаса Ел Фасија.
Значајно је допринела у области модернизације јавног управљања, посебно у управљању буџетом заснованом на резултатима, децентрализацији у сектору образовања и контроли јавног управљања. 